# Talleyville
|  | Dieser Artikel wurde aufgrund von inhaltlichen Mängeln auf der Qualitätssicherungsseite des Projektes USA eingetragen. Hilf mit, die Qualität dieses Artikels auf ein akzeptables Niveau zu bringen, und beteilige dich an der Diskussion! Eine nähere Beschreibung der zu behebenden Mängel fehlt. |

Talleyville ist ein gemeindefreies Gebiet in Delaware. Der Ort liegt bei den geographischen Koordinaten 39,81° Nord, 75,55° West.